# Hello, Mabel
Hello, Mabel, també titulada “The Hello Girl”, és una pel·lícula muda de la Keystone dirigida per Mack Sennett i protagonitzada per Mabel Normand. La pel·lícula, d’una bobina, es va estrenar el 8 d’octubre de 1914.

## Argument
Mabel és una operadora telefònica en un hotel on arriba un matrimoni. Mentre ell intenta flirtejar amb Mabel la seva exposa intenta fer el mateix amb el xicot de Mabel. Es produeixen diferents situacions que involucren els quatre així com altres personatges en l’hotel.

## Repartiment
- Mabel Normand (Mabel)
- Harry McCoy (xicot de Mabel)
- Mack Swain (el marit)
- Alice Davenport (l’esposa)
- Phyllis Allen (dona al hall de l’hotel)
- Charley Chase (cap de Mabel)
- Minta Durfee (operadora)
- Alice Howell (dona)
- Charles Avery (al locutori)
- Al St. John (home colpejat pel marit)
- Chester Conklin (home de negocis)
- Fritz Schade (home de negocis)
- Charles Bennett (home de negocis)
- Wallace McDonald (d’ajudant d’aquests)